# Aéroport de Melbourne-Avalon
Ne doit pas être confondu avec Aéroport d'Orlando-Melbourne ou Aéroport d'Essendon.
Pour les articles homonymes, voir AVV.
L'aéroport d'Avalon (code IATA : AVV • code OACI : YMAV) est le deuxième plus grand des quatre aéroports desservant la métropole de Melbourne et est situé dans Avalon, État de Victoria, en Australie, à 50 km au sud-ouest de la capitale de l'état Melbourne et à 15 km au nord-est de la ville de Geelong. L'aéroport est exploité par l'Aéroport d'Avalon Australia Pty Ltd (AAA), une filiale en propriété exclusive de Groupe Fox Holdings Pty Ltd Il est distant de 40 minutes de route de Melbourne, le Quartier Central des Affaires et de 20 minutes de Geelong.
Avalon est actuellement desservie pour les passagers via la compagnie aérienne Jetstar Airways, qui a commencé des vols intérieurs en 2004. AirAsia va commencer des vols directs entre l'Aéroport d'Avalon et de Kuala Lumpur, à la fin de 2018.

## Compagnies aériennes et destinations
| Compagnies      | Destinations                                      |
| --------------- | ------------------------------------------------- |
| AirAsia X       | Kuala Lumpur                                      |
| Jetstar Airways | Adélaïde, Gold Coast-Coolangatta, Sydney-K. Smith |

Édité le 08/11/2018